# Piaggio X9

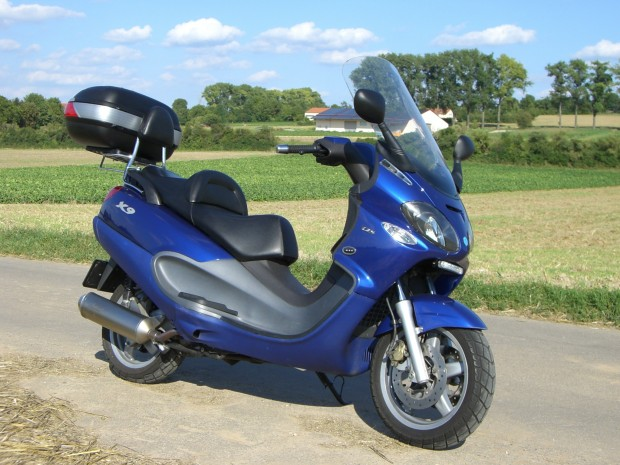
Piaggio X9

Die Piaggio X9 ist ein Großroller des italienischen Fahrzeugherstellers Piaggio. Produktionsstart war im Jahr 2000. Im Jahr 2003 gab es bereits das erste Facelift (Modellzusatz Evolution). Im Jahr 2009 wurde die Produktion eingestellt.
Der Roller wiegt in der 125er-Variante 179 Kilogramm und hat einen 15-PS-Motor. Die eingetragene Höchstgeschwindigkeit ist 105 km/h. Mehr Leistung haben die 180-cm³-Amalfi-, 250-cm³- und 459-cm³(X9-500)-Modelle mit bis zu 39 PS.
Alle Modelle haben analoge Rundinstrumente und das Display des Bordcomputers im Lenker. Die Modelle ohne Antiblockiersystem haben ein Integralbremssystem mit zwei Bremsscheiben vorne.
Unter der Sitzbank ist ein für diese Fahrzeugklasse relativ großer Stauraum. Des Weiteren verfügt der Roller über ein Staufach in der Frontverkleidung für Handschuhe oder andere Kleinigkeiten und ein kleines, nicht abschließbares Staufach auf der linken Seite des Cockpits. Der Tank der Piaggio X9 fasst etwa 15,5 Liter, der Durchschnittsverbrauch beträgt etwa 3 bis 3,5 Liter auf 100 Kilometer.

## Technische Daten
125er-Modell
- Motor: Viertakt-Einzylindermotor mit Flüssigkeitskühlung, obenliegende Nockenwelle, vier Ventile, 124 cm³
- Leistung: 11 kW/15 PS
- Antrieb: stufenlose Keilriemenautomatik
- 2 Scheibenbremsen 240 mm vorn/1 Scheibe 240 mm hinten
- Räder/Reifen vorn: 3,5×14 / 120/70-14 55P; hinten: 3,5×14 / 140/60-14 64P
- Sitzhöhe: 750 mm
- Gesamtlänge: 2130 mm
- Leergewicht (trocken) 179 kg
- zulässiges Gesamtgewicht: 370 kg
- Tankinhalt: 15,5 l
- Kraftstoff: Super bleifrei
- Schadstoffklasse: Euro 2
- Höchstgeschwindigkeit 105 km/h